# Halldór Ásgrímsson
Halldór Ásgrímsson, revisor, (født 8. september 1947 i Vopnafjörður, død 18. maj 2015) var en islandsk politiker og tidligere statsminister i Island.
Halldór Ásgrímsson var 1994-2006 formand for partiet Framsóknarflokkurinn (Fremskridtspartiet) og sad i det islandske Alting i perioderne 1974-1978 og 1979-2006. Mellem 1983 og 2004 beklædte han posterne som blandt andet fiskeri-, justits- og udenrigsminister. 
I 2004 afløste Ásgrímsson Davíð Oddsson som Islands statsminister. Han gik dog af i 2006 efter hans parti opnåede et dårligt resultat ved de islandske lokalvalg. Han afløstes af Geir H. Haarde.
Fra 1. januar 2007 til 4. marts 2013 var Halldór Ásgrímsson generalsekretær for Nordisk Ministerråd.

## Eksterne Henvisninger
- Nordisk Ministerråd